# Stojan Novaković
Konstantin Novaković, detto Stojan (Šabac, 1º novembre 1842 – Niš, 18 febbraio 1915), è stato un politico e diplomatico serbo, due volte primo ministro della Serbia.
Entrato in diplomazia nel 1885 venne inviato a Costantinopoli, dove servì per oltre sette anni fino al 1892.
Dal 1892 al 1895 ricoprì la carica di Presidente del consiglio di Stato.
Nel 1895, durante il regno di Aleksandar Obrenović venne nominato primo ministro, carica che ricoprì per un anno. Durante il suo mandato tentò di risanare le casse dello Stato e si impegnò per proteggere i serbi sottoposti al dominio dell'Impero ottomano
Dopo l'esperienza a capo del Governo, tornò alla carriera diplomatica: venne nuovamente inviato come a Costantinopoli dal 1897 al 1900, successivamente per un breve periodo fu a Parigi e poi a San Pietroburgo fino al 1904
Nel 1905 decise di ritirarsi a vita privata. A seguito dell'annessione della Bosnia ed Erzegovina da parte dell'Impero austro-ungarico venne chiamato a guidare un governo d'unità nazionale dal 1908 al 1909.